# Villa Mendichka
La villa Mendichka est une villa de style néobasque située à Urrugne, lieu-dit Goyeiex, dans le département des Pyrénées-Atlantiques.

## Description
La villa est construite en 1911 en position dominante par l'architecte Henri Godbarge pour la famille Roland-Gosselin. Elle est agrandie par le même architecte en 1927 pour la famille Méndez (Caracas, Venezuela).
L'architecte s'est inspiré de la maison labourdine traditionnelle. La villa est faite d'élévations de faux pans de bois, de fausses têtes de mur, de toitures débordantes, d'une tour carrée coiffée d'un toit en pavillon et d'un porche monumental de style Art déco. 
La maison est composée d'un hall d'entrée avec un escalier monumental, des pièces de réception dont un grand salon s'élevant sur deux étages avec des galeries. Le peintre Raymond Virac y a réalisé un décor de toiles marouflées et les verrières sont l'œuvre de l'atelier des frères Mauméjean.
Ce bâtiment fait l'objet d’une inscription au titre des monuments historiques depuis le 29 novembre 1993.